# حاسب تحلم (فلم)
حاسب تحلم فيلم مصري، إنتاج عام 2022، وهو فيلم للمخرج محمد ربيع.

## قصة الفيلم
يعد الفيلم أول تجربة مصرية تسافر نحو المستقبل لتجسيد حياة البشر بعد سنوات طويلة مع سيطرة السوشيال ميديا بشكل يهدد حياتهم.

## الممثلون
- محمود ماجد
- داليا شوقي
- جيهان الشماشرجي
- ليلي عز العرب
- أحمد خليل
- بكري قباقيبي
- كمال الدبيبي
- ندي نادر
- أحمد جمال سعيد